# Djuedjuessi
Djuedjuessi, de son vrai nom Eugénie Ouattara, est une actrice ivoirienne.

## Biographie
Elle se marie en 2007 à Attécoubé avec Lilian Delaveau.

## Carrière
Elle a tourné plusieurs films et plusieurs téléfilms dont Qui fait ça ? avec Akissi Delta, Amélie Wabehi, Gazégagnon, Dent de Man, Bagnon...
Elle joue actuellement dans la série Quoi de neuf et Dr Boris sur RTI 1.
Elle a réalisé une série Nafi et prépare des longs métrages,.

## Référence
1. 1 2  « Djuédjuessi, une pionnière du cinéma ivoirien », sur Corine Maez, 1er août 2022 (consulté le 6 mai 2023)
2. ↑  (en-US) « Cote d'Ivoire: L'actrice Djeudjeussi Perd son mari en France | AbidjanTV.net », 11 février 2016 (consulté le 6 mai 2023)
3. ↑  « Entretien avec la réalisatrice de Nafi », sur Maliweb, Bamako Hebdo, 22 septembre 2012